# Éclipse solaire du 6 février 2027
Une éclipse solaire annulaire aura lieu le 6 février 2027, c'est la 20e éclipse annulaire du XXIe siècle.

## Parcours

Trajectoire de l'éclipse sur la Terre.

Commençant dans le Pacifique Sud, cette éclipse traversera la Patagonie, puis longera la côte est de l'Amérique du Sud, traversera l'océan Atlantique pour finir sur les côtes d'Afrique occidentale.